# Herbert Poor
Herbert Poor (auch Herbert Pauper) († unsicher: 7. Januar 1217) war ein englischer Geistlicher. Ab 1194 war er Bischof von Salisbury.

## Herkunft
Herbert Poor war höchstwahrscheinlich ein wohl unehelicher Sohn von Richard of Ilchester, einem königlichen Beamten, der 1173 Bischof von Winchester wurde. Sein jüngerer Bruder war Richard Poor, der Herberts Nachfolger als Bischof wurde. Eine Verwandtschaft von Herbert mit Roger Le Poer, einem Sohn von Bischof Roger of Salisbury gilt als unwahrscheinlich.

## Laufbahn als Geistlicher
Herbert Poor wurde wahrscheinlich von seinem Vater Richard im königlichen Schatzamt beschäftigt, wofür er 1167 eine Pfründe an der Kathedrale von Lincoln erhielt. Höchstwahrscheinlich war er jener Herbert, der 1174 und 1175 als Archidiakon von Norwich erwähnt wird. Dazu muss Poor auch Archidiakon von Northampton geworden sein. Innerhalb von drei Monaten ernannte Richard of Dover, Erzbischof von Canterbury, 1175 drei Archidiakone von Canterbury. Savaric, wahrscheinlich der erste, den er ernannte, tauschte dieses Amt bald mit dem Amt des Archidiakons von Northampton, dass Poor innehatte. Nach 1175 wird Poor als einziger Archidiakon von Canterbury genannt. Als Archidiakon inthronisierte er am 11. Dezember 1183 Walter de Coutances als Bischof von Lincoln. Im Juli 1184 sandte ihn König Heinrich II. zu den Mönchen des Kathedralpriorats von Canterbury, damit sie die Vorbereitungen zur Wahl eines neuen Erzbischofs treffen sollten. Von 1185 bis 1188 verwaltete Poor die vakante Diözese Salisbury. Für seine Dienste erhielt er weitere Pfründen in Salisbury, Wells und in Lincoln. Im Mai 1186 wurde er vom Kathedralkapitel von Lincoln zum Bischof gewählt, doch der König lehnte die Wahl ab. Kurz darauf wählte die Mehrheit des Kathedralkapitels von Salisbury Poor zum neuen Bischof. Diese Wahl wurde am 14. September 1186 vom König angenommen, doch eine Minderheit der Kanoniker beschwerte sich bei Papst Urban III. über die Wahl, da Poor ein unehelicher Sohn sei. Daraufhin wurde die Wahl für ungültig erklärt. Am 29. September 1186 musste Poor als Archidiakon seinen Konkurrenten Hugo als Bischof von Lincoln inthronisieren. Nach Angaben von Roger von Hoveden beschwerte sich Poor im Mai 1193 vergeblich beim Papst über die Wahl von Hubert Walter, des bisherigen Bischofs von Salisbury, zum Erzbischof von Canterbury, da zum Zeitpunkt der Wahl König Richard in Gefangenschaft war und keiner der englischen Bischöfe an der Wahl teilgenommen hatte. 1194 wählte das Kathedralkapitel von Salisbury jedoch Poor unangefochten erneut als Nachfolger von Hubert Walter zum Bischof. Hubert Walter als Erzbischof bestätigte die Wahl am 29. April 1194. Mit der Wahl zum Bischof legte Poor seine anderen geistlichen Ämter nieder. Da er bislang nur zum Diakon geweiht worden war, wurde er am 4. Juni zum Priester und am 5. Juni in der St Katherine's Chapel in Westminster von Hubert Walter zum Bischof geweiht. Am 12. Juni 1194 wurde er in der Kathedrale von Salisbury inthronisiert.

## Bischof unter König Richard I.
Zwischen 1190 und 1197 diente Poor gelegentlich als einer der Justice of the bench in Westminster. Am 16. Juni 1196 war er zusammen mit Erzbischof Walter de Coutances, der sich zuvor mit König Richard überworfen hatte, in Rouen. Im Dezember 1197 forderte Erzbischof Hubert Walter, der auch königlicher Justiciar war, die englischen Bischöfe bei einer Ratsversammlung in Oxford auf, dem König für den Krieg in der Normandie weitere 300 Ritter zu stellen. Diese Forderung lehnte Poor zusammen mit Bischof Hugo von Lincoln ab, was zu einem Eklat führte. Der erzürnte König ließ Poors Güter beschlagnahmen und verlangte von ihm, im Februar 1198 zu ihm in die Normandie zu kommen. Erst gegen Zahlung einer hohen Geldbuße begnadigte ihn der König, so dass er am 8. Juni nach England zurückkehren konnte.

## Bischof unter König Johann Ohneland
Nach dem Tod von König Richard nahm Poor am 27. Mai 1199 an der Krönung von dessen Bruder Johann Ohneland zum König teil. Im September und Oktober 1199 sowie im Mai und Anfang Juni 1200 gehörte Poor zum Gefolge des Königs in der Normandie. Am 19. September 1200 nahm er an der kirchlichen Ratsversammlung teil, die Erzbischof Hubert Walter nach Westminster berufen hatte. Vermutlich um diese Zeit diente er als Beauftragter des Papstes bei dem Versuch, Erzbischof Geoffrey von York mit den Mönchen seines Kathedralpriorats zu versöhnen. Am 22. November 1200 war Poor in Lincoln, wo der schottische König Wilhelm I. Johann Ohneland für seine englischen Besitzungen huldigte. Am 14. Dezember 1201 berief ihn der König in die Normandie. Vor Juni 1202 kehrte er wieder nach England zurück.
1204 und 1205 bezeugte Poor wieder mehrere Urkunden des Königs. Mit Johann Ohneland hatte er scheinbar ein gutes Verhältnis, denn im Januar 1205 schenkte ihm der König zehn Fässer Wein. Nachdem es über die Wahl von Stephen Langton zum neuen Erzbischof von Canterbury zu einem schweren Konflikt zwischen dem König und Papst Innozenz III. gekommen war, verhängte der Papst 1208 das Interdikt über England. Daraufhin wurden auch Poors Besitzungen vom König beschlagnahmt. Mehrere englische Bischöfe gingen ins Exil, doch nachdem Poor dem König wohl 500 Mark angeboten hatte, erhielt er am 10. April seine Güter zurück. Anscheinend blieb Poor weiter in England, bis der Papst den König im November 1209 exkommunizierte. Daraufhin ging auch Poor mit weiteren Bischöfen ins Exil. 

## Exil in Schottland
Während die meisten Bischöfe nach Frankreich flüchteten, ging Poor zusammen mit Gilbert de Glanville, Bischof von Rochester nach Schottland. In den letzten Monaten hatte Poor mehrfach Kontakt zu Glanville gehabt. Beide Bischöfe waren im Januar 1209 vom Papst beauftragt worden, die Übergabe des Wittums an Berengaria von Navarra, der Witwe von König Richard, durch Johann Ohneland zu überwachen. Im Juli 1209 hatten sie vermutlich Johann Ohneland bei dessen erfolgreichen Feldzug gegen König Wilhelm I. von Schottland begleitet. Anscheinend waren sie danach in Nordengland geblieben, ehe sie im November 1209 mit Duldung des englischen Königs nach Schottland gingen. In der Folge lebte Poor im schottischen Kelso. Als Johann Ohneland die Rückgabe der Ländereien an seine Schwägerin Berengaria weiter hinauszögerte, verhängten Poor und Bischof Gilbert im Mai 1210 auf Anordnung des Papstes das Interdikt über die Besitzungen. 1212 beauftragte der päpstliche Legat Pandulf die beiden Bischöfe, die Schotten von ihrem Treueschwur gegenüber Johann Ohneland zu entbinden. Ob Poor dieser Aufforderung nachkam und sich aktiv an den Kirchensanktionen gegen Johann Ohneland beteiligte, ist nicht nachgewiesen. Bereits mehrere Monate vor der Unterwerfung Johann Ohnelands vor dem päpstlichen Legaten ließ der König am 13. Dezember 1212 Poors beschlagnahmte Temporalien seinem Verwalter übergeben. Nach der Unterwerfung des Königs am 15. Mai erhielt Poor die Güter am 18. Juli 1213 auch offiziell zurück, woraufhin Poor nach England zurückkehrte.
In der folgenden Auseinandersetzung des Königs mit der Adelsopposition, bei der Anerkennung der Magna Carta und dem Ersten Krieg der Barone spielte Poor anscheinend keine Rolle mehr. Er starb Anfang Januar 1217 und wurde in Wilton beigesetzt.

## Sonstiges
Nach einer Urkunde, die Poor im Juni 1202 ausstellte, gehörten zu seinem Haushalt als Bischof wohl vier Magister, vier Kapläne sowie zwei Verwalter, ein Kellermeister, ein Beamter, ein Koch und ein Stallmeister. Als Bischof plante er, anstelle des unwirtlichen Old Sarums drei Kilometer südlich eine neue Stadt zu gründen und eine neue Kathedrale zu errichten. Die Wirren während der Herrschaft von Johann Ohneland vereitelten jedoch eine Umsetzung dieses Plans, der dann von seinem Bruder Richard, der ihm als Bischof nachfolgte, umgesetzt wurde.